# 福岡県道279号本城熊手線
福岡県道279号本城熊手線（ふくおかけんどう279ごう ほんじょうくまでせん）は、福岡県北九州市八幡西区を通る一般県道である。

## 概要
北九州市八幡西区本城3丁目から北九州市八幡西区黒崎3丁目に至る。
北九州市八幡西区本城東の本城（古開）交差点から北九州市八幡西区黒崎3丁目の筒井町交差点までの北九州市八幡西区内で完結する片側二車線の県道で、三菱マテリアル黒崎工場などの立ち並ぶ工場地帯を貫いている。北九州学術研究都市や住宅の広がる本城地区と区の中心地黒崎地区を結んでおり、非常に交通量が多い。特に平日の夕方は本城方面への渋滞がひどく、洞南町交差点から本城橋交差点まで数珠つなぎになる。
若戸大橋を利用せずに戸畑区と若松区を行き来する場合はこの道路を通り洞海湾を大回りするルートとなる。

### 路線データ
- 起点：福岡県北九州市八幡西区本城3丁目（本城（古開）交差点、国道199号旧道交点）
- 終点：福岡県北九州市八幡西区黒崎3丁目（筒井町交差点、国道3号交点、国道200号起点、国道211号終点）

## 路線状況

### 道路施設

#### 橋梁
- 本城橋（新々堀川、北九州市八幡西区）
- 黒崎跨線橋（鹿児島本線・筑豊本線・筑豊電気鉄道線、北九州市八幡西区）

## 地理

### 通過する自治体
- 北九州市（八幡西区）

### 交差する道路
| 交差する道路                | 交差する場所 | 交差する場所              |
| --------------------------- | ------------ | ------------------------- |
| 国道199号 /旧道             | 本城3丁目    | 本城（古開）交差点 / 起点 |
| 国道3号 / 黒崎バイパス      | 洞南町       | 皇后崎ランプ              |
| 国道3号 国道200号 国道211号 | 黒崎3丁目    | 筒井町交差点 / 終点       |

### 交差する鉄道
- 鹿児島本線
- 筑豊本線
- 筑豊電気鉄道線

### 沿線
- 折尾警察署 本城交番
- 三菱マテリアル九州工場黒崎地区
- ハイパーモールメルクス本城
- 北九州市皇后崎浄化センター
- 北九州市皇后崎工場
- 筑豊電気鉄道線 西黒崎駅